# 洗礼者聖ヨハネの説教 (レンブラント)
『洗礼者聖ヨハネの説教』（せんれいしゃせいヨハネのせっきょう、蘭: Vrouw bij een deuropening、独: Die Predigt Johannes des Täufers、英: Young Woman at an Open Upper Door）は、17世紀オランダ黄金時代の巨匠レンブラント・ファン・レインが1634-1635年にキャンバス上に油彩 (グリザイユ) で制作した絵画である。中心部分の完成後に、縦20センチ、横30センチほどの細長いキャンバスが周辺に継ぎ足され、全体がオークに貼付された。作品は17世紀オランダのアマチュア学者ヤン・シックスが所有していたもので、レンブラントの存命中にすでに傑作とされていた。1892年に当時のベルリン帝国博物館群に属していた絵画館のためにロンドンの画商から購入され、現在はベルリン絵画館に所蔵されている。

## 作品
この絵画は全体が均質であるかのような印象を与えるが、上述のように2つの部分、すなわち最初からあった中央の部分と、後に加えられた周囲の部分から構成されている。中央の部分は、上はオベリスク上のカエサルの像から下はパリサイ人たちにまでおよぶ。周辺の部分の暗いながらも暖かい色調は、明るい中央の部分と対照をなし、レンブラント後期の作品の特徴である温和な性格を構図全体に与えている。
『新約聖書』によれば、洗礼者聖ヨハネは聖母マリアの従姉妹のエリサベトの息子として1世紀のパレスチナに生まれた。また、聖書の『外典』の記述によれば、贖罪の祈りを実践するよう両親に砂漠に放置され、幼少期を過ごしたとされる。荒野で隠者のように暮らしながら、説教を行い、洗礼を施す暮らしを続けていたが、ある日、イエス・キリストが洗礼を受けるために彼のもとに姿を現すことになる。
画面では、丘の上に立っているヨハネが表現力に富む仕草で大きな群衆に説教をしている。レンブラントは、聖書には記述されていないにも関わらず、アフリカ人、アジア人、アメリカ先住民など多様な民族的出自を持つ群衆を描き込み、ヨハネの説教の普遍性を伝えようとしている。ヨハネの説教に耳を傾けている者の描写はさまざまで、彼らの集中の度合いは傾げた頭部、ヨハネの方を向く耳の角度、考え深げに顔にあてがわれた手などによって表されている。一方で、パリサイ人たちは怒っている。
本作の真に新しいモティーフは、陰に覆われた暗い前景に見られる。右端では子供を小川に排便させている母親がおり、左には喧嘩する2匹の犬と交尾する2匹がいる。さらにもう1匹の犬がパリサイ人たちの影の中で、うずくまって排便している。当時の人々は笑劇におけるこの種の下品な細部を好んだものの、説教するヨハネのもとにおける、こうした粗野で不当な行為の描写にはしばしば批判的であった。レンブラントの弟子であったサミュエル・ファン・ホーホストラーテンも、犬の交尾の描写がレンブラントの愚昧な精神を暴露していると批判した。
しかしながら、レンブラントの自然らしさの追及は芸術的目的に奉仕している。ヨハネの説教を聞く大衆の多様性を究極まで描くことを叶えているからである。鑑賞者の目に訴えるこの絵画の多様性は、ファン・ホーホストラーテンも、画家・伝記作家であったアルノルト・ホウブラーケンも評価していた。ホウブラーケンは犬の存在を無視することにして、レンブラントの「聴衆の顔の表情の自然な描写と大いなる変化に富んだ衣装」を称賛している。また、本作の最初の所有者であったヤン・シックスも「類まれで、巧みさが尋常でない」と評した。